# Shōsō-in
Lo Shōsō-in (正倉院?) è la casa del tesoro del Tōdai-ji a Nara, in Giappone. L'edificio è nello stile delle capanne di tronchi azekura con un pavimento rialzato. Si trova a nordovest del Daibutsuden (che ospita il Grande Buddha). Lo Shōsō-in ospita manufatti collegati all'imperatore Shōmu (701–756) e all'imperatrice Kōmyō (701–760), come pure oggetti di arte e artigianato del periodo Tenpyō della storia giapponese ed è considerato il museo più antico del mondo.

## Storia

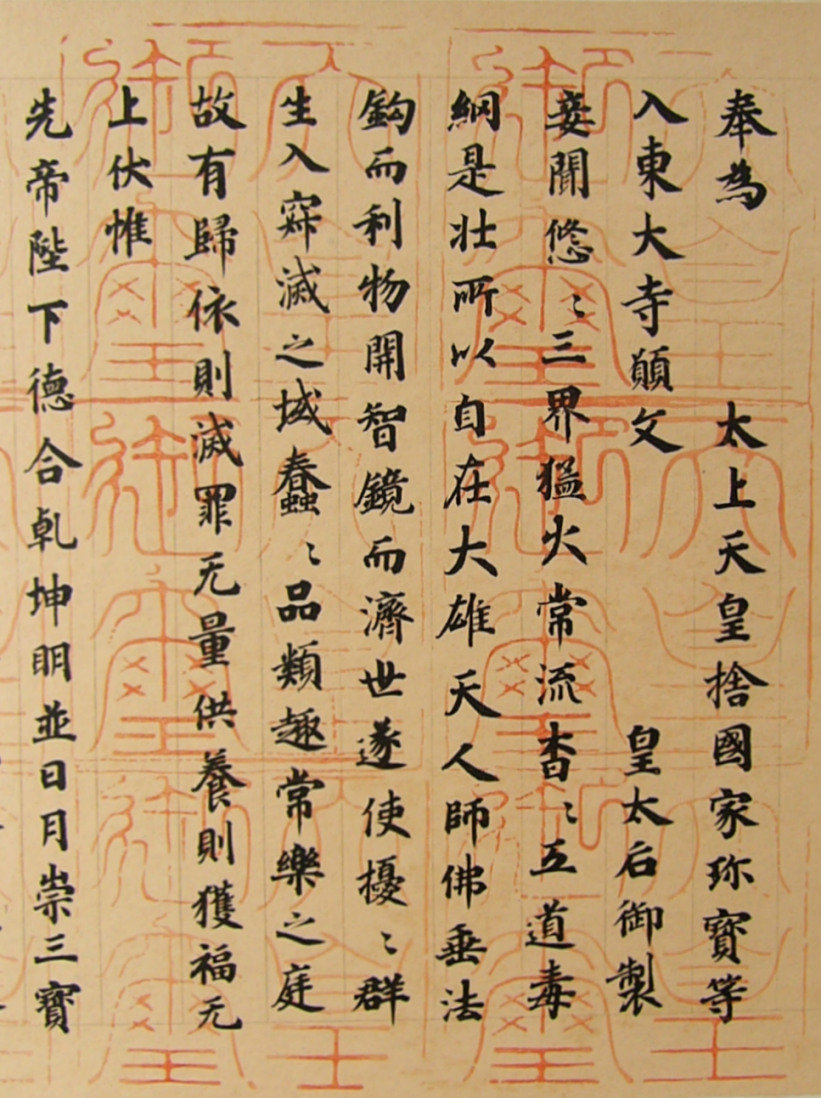
Registrazioni di dediche del tempio di Tōdai-ji, 756

L'origine dello Shōsō-in del Tōdai-ji risale al 756, quando l'imperatrice Kōmyō dedicò oltre 600 oggetti al Grande Buddha a Tōdai-ji per esprimere il suo amore per il suo perduto marito, l'imperatore Shōmu. La sua donazione fu fatta per cinque volte nell'arco di vari anni, poi riposta nello Shōsō-in. In seguito nel periodo Heian, un gran numero di tesori, consistente in oggetti e strumenti usati in importanti servizi buddhisti furono trasferiti da un altro magazzino nel Tōdai-ji. Data l'importanza degli oggetti riposti in questo magazzino, l'amministrazione dello Shōsō-in è stata assunta dal governo, attualmente l'Agenzia della Casa Imperiale.
Dopo la Restaurazione Meiji, passò sotto l'amministrazione del governo nazionale, e dalla Seconda guerra mondiale è sotto l'amministrazione dell'Agenzia della Casa Imperiale. È sul registro dei patrimoni dell'umanità dell'UNESCO come uno dei monumenti storici dell'antica Nara. È anche un tesoro nazionale del Giappone.

## Edificio

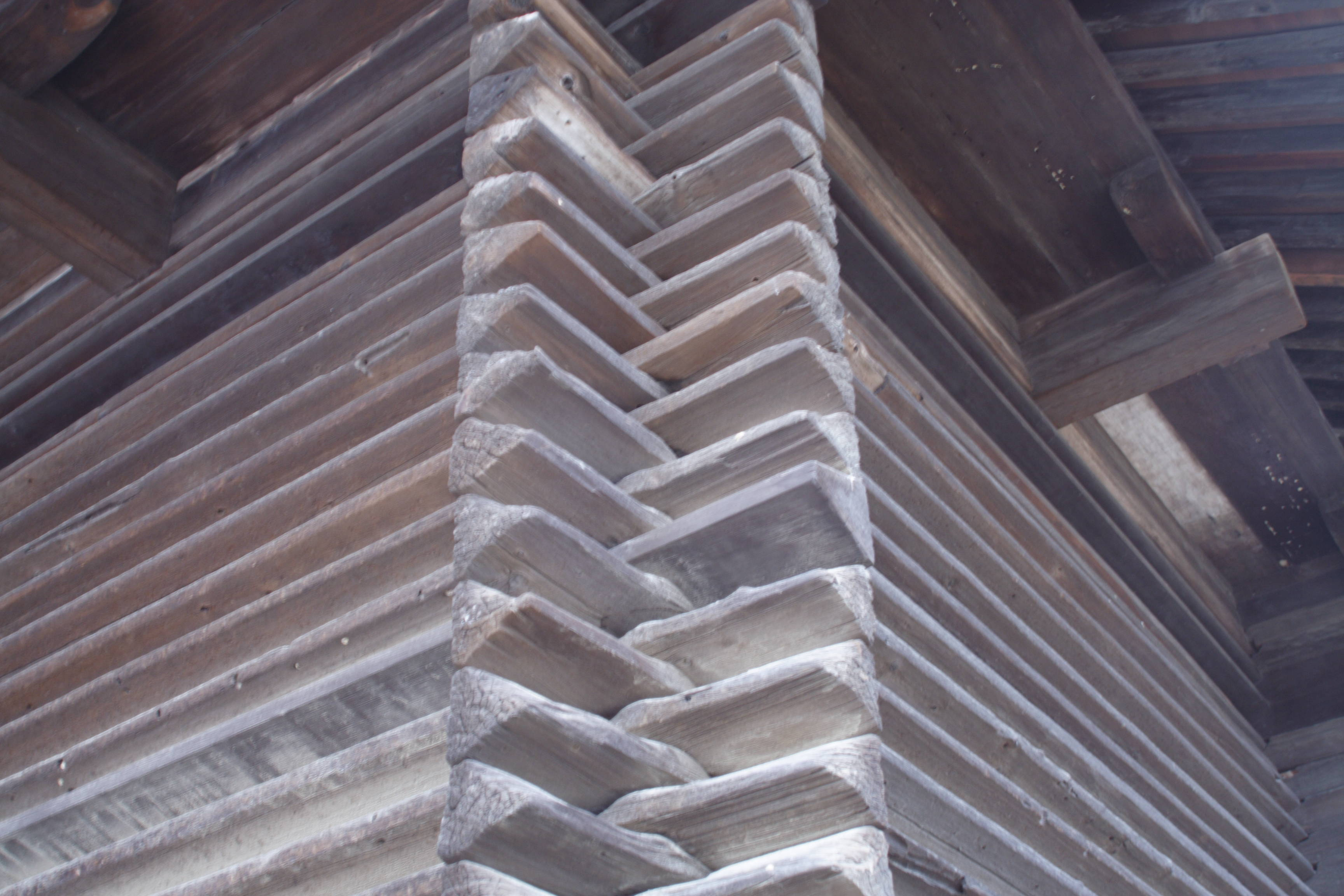
Lo stile di architettura azekura su un altro magazzino nel Tōdai-ji

L'edificio è nello stile delle capanne di tronchi azekura (校倉?), con un pavimento rialzato takayuka-shiki (高床式?). Lo Shōsō-in è l'unico edificio ad essere sopravvissuto all'assedio di Nara nel periodo Heian. La larghezza anteriore è circa 33,1 m, la profondità è circa 9,3 m, l'altezza del 1º piano è circa 2,5 m. Le date esatte della costruzione non sono chiare, ma i lavori iniziarono probabilmente subito dopo il lascito dell'imperatrice nel 756 d.C. e furono definitivamente terminati prima del 759 d.C., quando le liste degli oggetti del lascito immagazzinati erano complete.

## Tesori
Lo Shōsōin oggi contiene intorno a 9.000 oggetti, lasciando fuori quelli che sono ancora da classificare. Mentre molti pezzi della collezione sono di giacenze dell'VIII secolo e sono di produzione nazionale, od oggetti d'arte o documenti, ci sono anche vari oggetti originari della Cina Tang. Altro materiale viene fin dall'India, dall'Iran, dalla Grecia, da Roma e dall'Egitto. 
Sebbene queste collezioni non siano aperte al pubblico, delle selezioni vengono mostrate nel Museo nazionale di Nara una volta all'anno in autunno.

## Collezione di sete
Dal 1994, l'Ufficio della Casa del tesoro di Shōsō-in dell'Agenzia della Casa Imperiale, che è responsabile per l'amministrazione del repositorio, produce un'esatfa riproduzione dei tessuti dell'antica Nara. A parte dell'aspetto e del colore, è stata prestata grande cura per riprodurre lo stile di produzione e di tessitura. La seta viene donata ogni anno dall'imperatrice Michiko, che gestisce personalmente la Bozzolaia imperiale di Momijiyama nel Palazzo imperiale di Tokyo.